# Troglohyphantes dekkingae
Troglohyphantes dekkingae är en spindelart som beskrevs av Christa L. Deeleman-Reinhold 1978. Troglohyphantes dekkingae ingår i släktet Troglohyphantes och familjen täckvävarspindlar. Utöver nominatformen finns också underarten T. d. pauciaculeatus.